# Giletinci
Giletinci je naseljeno mjesto u Republici Hrvatskoj u općini Cernik u Brodsko-posavskoj županiji.

## O naselju
U Giletincima se nalazi katolička crkva Svetog Mateja, a kirvaj je 21. rujna.

## Zemljopis
Giletinci se nalaze tri kilometra od Cernika,  na južnim padinama Psunja, susjedna sela su Šagovina Cernička na zapadu, Šumetlica na istoku i Cernik na jugu.

## Stanovništvo
Prema popisu stanovništva iz 2011. godine Giletinci su imali 268 stanovnika. 
| broj stanovnika | 158   | 190   | 173   | 220   | 241   | 279   | 277   | 326   | 363   | 333   | 336   | 314   | 310   | 289   | 297   | 268   | 189   |
|                 | 1857. | 1869. | 1880. | 1890. | 1900. | 1910. | 1921. | 1931. | 1948. | 1953. | 1961. | 1971. | 1981. | 1991. | 2001. | 2011. | 2021. |